# Kees Schaepman
Cornelis Splinterus Marie (Kees) Schaepman (Den Haag, 29 november 1946 – Amsterdam, 5 maart 2022) was een Nederlands journalist.

## Carrière
Schaepman werd in 1976 redacteur van Vrij Nederland en bleef tot 1998 verbonden aan dat weekblad, zowel als verslaggever/redacteur als in de functie van eindredacteur. In 1998 werd hij hoofdredacteur van het Engelstalige maandblad Transitions, over ontwikkelingen in de voorheen communistische wereld, waarvan de redactie in Praag was gevestigd.
In 2000 werd Schaepman benoemd tot adjunct-directeur van de School voor de Journalistiek in Utrecht. Daarnaast was hij hoofdredacteur van het maandblad Vice Versa, over ontwikkelingssamenwerking.
In 2001 ging Schaepman over naar de publieke omroep, als eindredacteur van het radioprogramma De Ochtenden van de VPRO. Sinds 2006 combineerde hij die functie met het hoofdredacteurschap van de VPRO Radio. Van 2003 tot 2006 was hij voorzitter van de Nederlandse Vereniging van Journalisten.
In 2010 werd Schaepman freelance journalist, in 2014 werd hij vicevoorzitter van de auteursrechtenorganisatie Lira. In 2017 was hij samen met Rudie Kagie kortstondig hoofdredacteur van het in dat jaar begonnen opinieblad Argus, dat om de twee weken verschijnt.

## Privéleven en overlijden
Schaepman was lid van de Nederland's Patriciaat familie Schaepman en een zoon van topambtenaar en diplomaat mr. C.J.M. Schaepman (1896-1963) en jkvr. L.L.M. Laman Trip (1912-2002), lid van de familie Trip. Hij trouwde tweemaal en kreeg drie kinderen.
Na een ziekbed overleed Schaepman op 5 maart 2022 op 75-jarige leeftijd.